# Campanorco
Campanorco – rodzaj wymarłych ssaków kopytnych, przedstawiciel notoungulatów, jedyny w rodzinie Campanorcidae. Zamieszkiwał Amerykę Południową w eocenie.